# سوزان ستافورد
سوزان ستافورد (بالإنجليزية: Susan Stafford)‏ هي عارضة وممثلة أمريكية، ولدت في 13 أكتوبر 1945 في لين في الولايات المتحدة.

## أعمال

### مسلسلات
- دايرة الحياة

## وصلات خارجية
- سوزان ستافورد على موقع IMDb (الإنجليزية)